# دبق صليبي
الدبق الصليبي (باللاتينية: Viscum cruciatum) نوع من الدبق شائع في فلسطين ويتطفل على الزيتون في القدس ونابلس، يستخدم هذا النوع الماصات للحصول على الماء والأملاح المعدنية من النبات المضيف.

## الوصف النباتي
يتحول لون النبات إلى الذهبي، ولهذا كان يستعمل لدى المسيحيين كزينة لعيد الميلاد المجيد، ولهذا يسمى بالإنكليزية دبق عيد الميلاد. ثمرة هذا النوع عوزة حمراء.

## البيئة والانتشار
موطنه بلاد الشام والمغرب العربي وإسبانيا والبرتغال.

## البيئة
ينتشر على الأشجار الضعيفة في المناطق المظللة والرطبة.